# Fernando Germani
Fernando Germani (Roma, 5 de abril de 1906-10 de junio de 1998) fue un organista de la Basílica de San Pedro en Roma durante el reinado del Papa Pío XII. 

## Vida
Germani nació en 1906 y tocaba el piano y el violín en público a los cuatro años de edad. A los ocho años comenzó a tomar lecciones de composición de Resphigi, quien enfocó a Germani hacia el órgano. Luego, a los quince años, Germani fue el organista de la Orquesta Sinfónica Augusteo en Roma. Su carrera abarcó casi setenta y cinco años. Murió en 1998. Uno de sus alumnos notables fue el organista Gérard Caron. Otros incluyen, el organista de la Catedral de Westminster, Nicolas Kynaston, el organista de la Catedral de Liverpool, Noel Rawsthorne, el organista de la Catedral de Zagreb, Hvalimira Bledšnajder y el organista de York Minster, John Scott Whiteley . 

## Carrera
En 1951, Edizioni de Santis della ditta Alberto de Santis en Roma publicó la edición de Germani de las tocatas de Girolamo Frescobaldi (1583-1644). Su edición ha aumentado en importancia. Compuso una obra para órgano, la Toccata, que suele interpretarse a menudo. Un concierto para órgano se perdió después de que Germani presentara el manuscrito a «un caballero inglés» que nunca lo devolvió. 
Durante la década de 1960, Germani visitó Selby Abbey, North Yorkshire, Inglaterra, e hizo tres grabaciones en LP: «Tenía la técnica más formidable de su generación y siempre será recordado como la fuente de una enorme inspiración musical y técnica».